# Hassan Aref
Hassan Aref (en árabe: حسن عارف; Alejandría, 28 de septiembre de 1950-De Land, 9 de septiembre de 2011) fue un físico egipcio-estadounidense especializado en Mecánica de Fluidos. Se desempeñó como profesor en Virginia Tech y profesor invitado Niels Bohr en la Universidad Técnica de Dinamarca.

## Primeros años
Fue educado en el Instituto Niels Bohr de la Universidad de Copenhague y se graduó en 1975 con una licenciatura en física y matemáticas. Posteriormente recibió un doctorado en física por la Universidad de Cornell en 1980.

## Carrera

### Academia e investigación
Antes de unirse a Virginia Tech como decano de ingeniería en 2003-2005, fue jefe del Departamento de Mecánica Teórica y Aplicada de la Universidad de Illinois en Urbana-Champaign durante una década, de 1992 a 2003. Antes de eso, estuvo en la facultad de la Universidad de California en San Diego, dividida entre el Departamento de Mecánica Aplicada y Ciencias de la Ingeniería y el Instituto de Geofísica y Física Planetaria (1985-1992). Al mismo tiempo, fue científico jefe en el Centro de Supercomputación de San Diego durante tres años (1989-1992).
Comenzó su carrera docente en la División de Ingeniería de la Universidad de Brown entre 1980 y 1985. Fue presidente del XX Congreso Internacional de Mecánica Teórica y Aplicada celebrado en Chicago en 2000.

### Trabajo editorial
A lo largo de su carrera, estuvo involucrado en trabajos editoriales. Fue editor asociado de Journal of Fluid Mechanics 1984-94, editor fundador junto a David Crighton de Cambridge Texts in Applied Mathematics, y formó parte del consejo editorial de Theoretical and Computational Fluid Dynamics y coeditor de Advances in Applied Mechanics. Formó parte de los consejos editoriales de Physics of Fluids, Physical Review E y Regular and Chaotic Dynamics.

## Investigación
Fue autor de unos 80 artículos en revistas líderes en el campo de la mecánica de fluidos. También es autor de capítulos de varios libros, editó dos colecciones de artículos y realizó presentaciones en congresos y universidades de todo el mundo. Recibió el Premio Otto Laporte 2000 de la Sociedad Estadounidense de Física por este trabajo y por su trabajo sobre la dinámica de los vórtices, por el que también es muy conocido.

## Vida personal
Anteriormente ciudadano de Canadá, adquirió la ciudadanía estadounidense en 1998. Falleció en 2011 a causa de una disección aórtica.

## Premios y honores
- Medalla G. I. Taylor (2011)[7][8]
- Doctorado honoris causa por la Universidad Técnica de Dinamarca (2011)[9]
- Miembro de la Fundación Mundial para la Innovación (2001)[10]
- 2000 Premio Otto Laporte de la Sociedad Estadounidense de Física.[6]
- Miembro de la Academia Estadounidense de Mecánica (2000)
- Profesor del Seminario de Mecánica del Medio Oeste (1991)[11]
- Miembro de la Sociedad Estadounidense de Física (1988)
- Miembro extranjero del Centro Danés de Matemáticas y Mecánica Aplicadas (1986)
- Premio Presidencial Joven Investigador de la Fundación Nacional de Ciencias (1985)